# Raphael Keric
Raphael Keric (* 1986 in Ost-Berlin) ist ein deutscher Schauspieler.

## Leben
Raphael Keric wurde in Ost-Berlin geboren und wuchs in Prag auf.
Nach seinem Abitur lebte er einige Jahre lang in den USA. Er absolvierte seine Schauspielausbildung von 2007 bis 2009 an der New York Film Academy in Burbank, Los Angeles County, Kalifornien. Seit 2010 hat er als Schauspieler vor der Kamera in mehreren Filmen und Fernsehserien mitgewirkt. Vereinzelt ist er auch am Theater tätig.
Inzwischen lebt Keric in Berlin. Neben Deutsch spricht er auch Englisch und Tschechisch.

## Filmografie (Auswahl)
- 2010/2014: Gute Zeiten, schlechte Zeiten (Fernsehserie, verschiedene Rollen)
- 2015: In Gefahr – Ein verhängnisvoller Moment (Fernsehserie, 2 Folgen)
- 2016: Der gute Göring
- 2020: Kryger bleibt Krüger
- 2022: Hui Buh und das Hexenschloss
- 2022: Das Wunder von Kapstadt
- 2024: Erzgebirgskrimi – Die Tränen der Mütter (Fernsehreihe)